# قائمة الدول ذات السيادة حسب تاريخ التأسيس
فيما يلي قائمة بالدول ذات السيادة مع تواريخ تشكيلها (تاريخ استقلالها أو دستورها)، مرتبة حسب القارة.
تتضمن هذه القائمة 195 دولة هي حاليًا دول أعضاء في الأمم المتحدة أو دول مراقبة غير أعضاء في الجمعية العامة للأمم المتحدة . وهذا لا يتضمن الدول المنقرضة ، لكنه يشمل العديد من الدول ذات الاعتراف المحدود .
بالنسبة للدول المقترحة أو الأمم الأصلية المختلفة التي تعتبر نفسها لا تزال تحت الاحتلال، راجع قائمة الحركات الانفصالية والاستقلالية النشطة .
بناء الأمة هو عملية تطورية طويلة، وفي معظم الحالات لا يمكن تحديد تاريخ "تشكيل" الدولة بشكل موضوعي؛ على سبيل المثال، حقيقة أن مملكة إنجلترا ومملكة فرنسا كانتا مملكتين ذات سيادة على قدم المساواة في العصور الوسطى لا تؤثر على حقيقة أن إنجلترا ليست الآن دولة ذات سيادة (بعد نقل السيادة إلى مملكة بريطانيا العظمى في عام 1707)، بينما فرنسا هي جمهورية تأسست في عام 1870 (على الرغم من أن مصطلح فرنسا يشير عمومًا إلى الحكومة الحالية الجمهورية الفرنسية الخامسة التي تشكلت في عام 1958).
حصلت حوالي 60 دولة على استقلالها من المملكة المتحدة عبر تاريخها، وهو العدد الأكبر في العالم، تليها حوالي 40 دولة حصلت على استقلالها من الإمبراطورية الاستعمارية الفرنسية عبر تاريخها. أكثر من 50% من حدود العالم اليوم، تم رسمها نتيجة للإمبريالية البريطانية والفرنسية.
| ما قبل 1940 1940–1949 1950–1959 | 1960–1969 1970–1979 1980–1989 | 1990–1999 2000–2009 2010–حتى الآن |

البلدان حسب تاريخ الدستور الوطني

ينبغي التعامل مع تواريخ الاستقلال للدول المعترف بها على نطاق واسع قبل عام 1919 بحذر، لأنه قبل تأسيس عصبة الأمم، لم يكن هناك هيئة دولية للاعتراف بالدولة، ولم يكن للاستقلال أي معنى يتجاوز الاعتراف المتبادل بالسيادة الفعلية (استحوذت الأمم المتحدة فعليًا على دور عصبة الأمم بعد الحرب العالمية الثانية). انظر أيضًا: الأراضي المتنازع عليها .
تتبنى العديد من الدول تاريخ تأسيس رمزي بعيد (أو بعيد للغاية) كجزء من الأساطير الوطنية الخاصة بها، وفي بعض الأحيان يتم تضخيم عمر البلد بشكل مصطنع لأسباب قومية، وأحيانًا للإشارة إلى عملية طويلة وتدريجية لتشكيل الهوية الوطنية. لا تعكس هذه التواريخ تشكيل دولة ذات سيادة (كيان سياسي مستقل).[بحاجة لمصدر]
تحتوي القائمة التالية على تواريخ تشكيل الدول مع وصف موجز لأحداث التشكيل. للحصول على وصف أكثر تفصيلًا لتشكيل الدول وتاريخها، يُرجى الرجوع إلى المقال الرئيسي لكل دولة.
 

## أفريقيا
| البلد                       | تاريخ شكل الحكومة الحالي | ولادة شكل الحكومة الحالي                                               | تاريخ الحصول على السيادة | الحصول على السيادة                                                                                | تاريخ التعديل الإقليمي | أحدث تعديل إقليمي كبير |
| --------------------------- | ------------------------ | ---------------------------------------------------------------------- | ------------------------ | ------------------------------------------------------------------------------------------------- | ---------------------- | --- |
| الجزائر                     | 19-9-1958                | إعلان الحكومة المؤقتة للجمهورية الجزائرية                              | -202                     | ماسينيسا يوحد نوميديا التي امتدت من نهر ملوية في الغرب إلى سيرينايكا في الشرق                     | 18-03-1845             | معاهدة للا مغنية بين الجزائر الفرنسية والإمبراطورية الشريفية، تؤكد المعاهدة على المكاسب الشريفية في عام 1813، لم يعد نهر ملوية الحدود بين الإقليمين وانتقل إلى وادي كيس. لم تعد الأراضي الجزائرية تضم وجدة وفجيج |
| الجزائر                     | 19-9-1958                | إعلان الحكومة المؤقتة للجمهورية الجزائرية                              | 5 يوليو 1962             | استعادة الجزائر للسيادة على كامل التراب الجزائري عند الاستقلال عن فرنسا                           | 18-03-1845             | معاهدة للا مغنية بين الجزائر الفرنسية والإمبراطورية الشريفية، تؤكد المعاهدة على المكاسب الشريفية في عام 1813، لم يعد نهر ملوية الحدود بين الإقليمين وانتقل إلى وادي كيس. لم تعد الأراضي الجزائرية تضم وجدة وفجيج |
| أنغولا                      | 1975                     |                                                                        | 11-11-1975               | الاستقلال عن البرتغال                                                                             |                        | |
| بنين                        | 1-3-1960                 |                                                                        | 01-08-1960               | الاستقلال عن فرنسا                                                                                | 15-01-1894             | تحديد حدود محمية داهومي الفرنسية في نهاية الحرب الفرنسية الداهومية الثانية |
| بوتسوانا                    | 30-9-1966                |                                                                        | 30-09-1966               | الاستقلال عن المملكة المتحدة                                                                      | 31-12-1999             | حكمت المحكمة الدولية بملكية بوتسوانا لجزيرة سيدودو بدلاً من ناميبيا. |
| بوركينا فاسو                | 30-9-2022                | انقلاب بوركينا فاسو في سبتمبر 2022                                     | 05-08-1960               | الاستقلال عن فرنسا                                                                                |                        | |
| بوروندي                     | 28-11-1966               | تم استبدال الملكية بالجمهورية                                          | 01-07-1962               | الاستقلال عن بلجيكا                                                                               |                        | |
| الرأس الأخضر                | 5-7-1975                 |                                                                        | 05-07-1975               | الاستقلال عن البرتغال                                                                             |                        | |
| الكاميرون                   | 20-05-1972               |                                                                        | 01-01-1960               | الاستقلال عن فرنسا                                                                                | 01-10-1961             | اندماج جزء من الكاميرون البريطانية مع الكاميرون |
| جمهورية أفريقيا الوسطى      | 21-09-1979               | تم استبدال الملكية بالجمهورية                                          | 13-08-1960               | الاستقلال عن فرنسا                                                                                |                        | |
| تشاد                        | 10-10-2022               | إنشاء المجلس الوطني الانتقالي                                          | 11-08-1960               | الاستقلال عن فرنسا                                                                                | 03-02-1997             | منح شريط أوزو لتشاد |
| جزر القمر                   |                          |                                                                        | 06-07-1975               | إعلان الاستقلال عن فرنسا                                                                          |                        | |
| جمهورية الكونغو الديمقراطية | 17-05-1997               |                                                                        | 30-06-1960               | الاستقلال عن بلجيكا                                                                               |                        | |
| جمهورية الكونغو             |                          |                                                                        | 15-08-1960               | الاستقلال عن فرنسا                                                                                |                        | |
| جيبوتي                      |                          |                                                                        | 27-06-1977               | الاستقلال عن فرنسا                                                                                |                        | |
| مصر                         | 18-06-1953               | ثورة يوليو 1952، الإطاحة بالملكية في انقلاب عسكري، وإعلان الجمهورية    | 28-02-1922               | إنهاء المملكة المتحدة لحمايتها على مصر، ومنح الاستقلال لمصر                                       | 1925                   | تغيير الحدود الشرقية بين ليبيا ومصر البريطانية إلى الحدود الحالية. |
| غينيا الاستوائية            |                          |                                                                        | 12-10-1968               | الاستقلال عن إسبانيا                                                                              |                        | |
| إريتريا                     |                          |                                                                        | 27-04-1993               | الاستقلال عن إثيوبيا المعلن                                                                       | 01-04-2002             | حكمت لجنة الحدود بين إريتريا وإثيوبيا بأن بادم إريترية. متنازع عليها من إثيوبيا |
| إسواتيني                    | 08-02-2006               | دستور إسواتيني                                                         | 06-09-1968               | الاستقلال عن المملكة المتحدة                                                                      |                        | |
| إثيوبيا                     | 21 أغسطس 1995            | دستور إثيوبيا 1995                                                     | 900                      | أسرة زاغو                                                                                         | 01-04-2002             | حكمت لجنة الحدود بين إريتريا وإثيوبيا بأن بادم إريترية. متنازع عليها من إثيوبيا |
| الغابون                     |                          |                                                                        | 17-08-1960               | الاستقلال عن فرنسا                                                                                |                        | |
| غامبيا                      |                          |                                                                        | 18-02-1965               | الاستقلال عن المملكة المتحدة                                                                      |                        | |
| غانا                        |                          |                                                                        | 06-03-1957               | الاستقلال عن المملكة المتحدة                                                                      | 13-12-1956             | اتحاد توغو البريطانية مع ساحل الذهب |
| غينيا                       |                          |                                                                        | 02-10-1958               | الاستقلال عن فرنسا                                                                                |                        | |
| غينيا بيساو                 |                          |                                                                        | 24-09-1973               | إعلان الاستقلال عن البرتغال                                                                       |                        | |
| غينيا بيساو                 | 10-09-1974               | الاعتراف بالاستقلال عن البرتغال                                        |                          |                                                                                                   |                        | |
| ساحل العاج                  |                          |                                                                        | 04-12-1958               | جمهورية ذات حكم ذاتي ضمن الجماعة الفرنسية                                                         |                        | |
| ساحل العاج                  | 07-08-1960               | الاستقلال عن فرنسا                                                     |                          |                                                                                                   |                        | |
| كينيا                       |                          |                                                                        | 12-12-1963               | الاستقلال عن المملكة المتحدة                                                                      |                        | |
| ليسوتو                      |                          |                                                                        | 04-10-1966               | الاستقلال عن المملكة المتحدة                                                                      | 12-03-1868             | المنطقة التي تُعرف الآن باسم ليسوتو وُضعت تحت الحكم البريطاني |
| ليبيريا                     |                          |                                                                        | 26-07-1847               | الاستقلال عن جمعية الاستعمار الأمريكية                                                            | 06-01-1986             | دخول الدستور الحالي حيز التنفيذ |
| ليبيا                       | 04-08-2014               | مجلس النواب يتولى السلطة.                                              | 24-12-1951               | الاستقلال عن إدارة الأمم المتحدة (الإدارة البريطانية والفرنسية بعد انتهاء الحكم الإيطالي في 1947) | 13-02-1984             | تم منح شريط أوزو لتشاد. |
| مدغشقر                      |                          |                                                                        | 14-10-1958               | إنشاء جمهورية مدغشقر كدولة ذات حكم ذاتي ضمن الجماعة الفرنسية                                      |                        | |
| مدغشقر                      | 26-06-1960               | اعتراف فرنسا باستقلال مدغشقر                                           |                          |                                                                                                   |                        | |
| مالاوي                      |                          |                                                                        | 06-07-1964               | الاستقلال عن المملكة المتحدة                                                                      |                        | |
| مالي                        |                          |                                                                        | 25-11-1958               | حصول السودان الفرنسي على الحكم الذاتي                                                             | 08-04-1960             | انفصال السنغال عن اتحاد مالي |
| مالي                        | 22-09-1960               | الاستقلال عن فرنسا                                                     |                          |                                                                                                   | 08-04-1960             | انفصال السنغال عن اتحاد مالي |
| موريتانيا                   |                          |                                                                        | 28-11-1960               | الاستقلال عن فرنسا                                                                                | 11-08-1979             | انسحاب موريتانيا من تيرس الغربية (جزء من الصحراء الغربية) |
| موريشيوس                    |                          |                                                                        | 12-03-1968               | الاستقلال عن المملكة المتحدة                                                                      | 1965                   | فصل أرخبيل تشاغوس |
| المغرب                      | 18 نوفمبر 1955           | إلغاء الحماية                                                          | 788 , ميلادي             | تتويج إدريس الأول في وليلي                                                                        | 06-11-1975             | المسيرة الخضراء |
| موزمبيق                     | 27 أكتوبر 1994           | موزمبيق تجري أول انتخابات متعددة الأحزاب منذ الحرب الأهلية الموزمبيقية | 25-06-1975               | الاستقلال عن البرتغال                                                                             |                        | |
| ناميبيا                     |                          |                                                                        | 21-03-1990               | الاستقلال عن الحكم الجنوب أفريقي                                                                  | 01-03-1997             | دمج خليج والفيس في ناميبيا |
| النيجر                      |                          |                                                                        | 04-12-1958               | الحكم الذاتي ضمن الجماعة الفرنسية                                                                 |                        | |
| النيجر                      | 03-08-1960               | الاستقلال عن فرنسا                                                     |                          |                                                                                                   |                        | |
| نيجيريا                     |                          |                                                                        | 01-10-1960               | الاستقلال عن المملكة المتحدة                                                                      | 15-01-1970             | إعادة إدماج بيافرا في نيجيريا |
| نيجيريا                     | 01-06-1961               | دمج الكاميرون الشمالية في نيجيريا                                      | 01-10-1960               | الاستقلال عن المملكة المتحدة                                                                      |                        | |
| رواندا                      |                          |                                                                        | 01-07-1962               | الاستقلال عن بلجيكا                                                                               |                        | |
| ساو تومي وبرينسيب           |                          |                                                                        | 12-07-1975               | الاستقلال عن البرتغال                                                                             |                        | |
| السنغال                     |                          |                                                                        | 20-08-1960               | الاستقلال عن فرنسا                                                                                |                        | |
| سيشل                        |                          |                                                                        | 29-06-1976               | الاستقلال عن المملكة المتحدة                                                                      |                        | |
| سيراليون                    |                          |                                                                        | 27-04-1961               | الاستقلال عن المملكة المتحدة                                                                      |                        | |
| الصومال                     | 20-08-2012               | إنشاء حكومة الصومال الفيدرالية.                                        | 01-07-1960               | اتحاد إقليم الصومال الإيطالي (سابقًا الصومال الإيطالي) ودولة أرض الصومال (سابقًا الصومال البريطاني) | 18-05-1991 (مثار جدل)  | إعلان استقلال أرض الصومال، لكنه لم يُعترف به من قبل أي دولة عضو في الأمم المتحدة. |
| جنوب أفريقيا                | 31-05-1961               | إعلان الجمهورية                                                        | 11-12-1931               | قانون وستمنستر، الذي يؤسس لمساواة تشريعية بين الاتحاد المستقل اتحاد جنوب أفريقيا والمملكة المتحدة | 21-03-1990             | فعلياً: إعلان استقلال جنوب غرب أفريقيا، وتشكيل ناميبيا |
| جنوب أفريقيا                | 04-02-1997               | دخول دستور جنوب أفريقيا بعد الفصل العنصري حيز التنفيذ                  | 31-05-1910               | إنشاء اتحاد جنوب أفريقيا المستقل من المستعمرات السابقة كيب، ناتال، ترانسفال وأورانج               | 27-04-1994             | قانونياً: إعادة دمج البانتوستانات المستقلة اسمياً ولكن غير المعترف بها في جنوب أفريقيا بعد الفصل العنصري |
| جنوب السودان                | 09-07-2011               | استفتاء استقلال جنوب السودان 2011                                      | 09-07-2011               | انفصال جنوب السودان عن السودان                                                                    |                        | |
| السودان                     | 15-04-2010               | أول انتخابات ديمقراطية منذ الحرب الأهلية السودانية الثانية             | 01-01-1956               | الاستقلال عن مصر والحكم البريطاني المشترك السودان الإنجليزي المصري                                | 09-07-2011             | انفصال جنوب السودان عن السودان |
| تنزانيا                     | 01-07-1991               | تعديل دستور تنزانيا ينهي وضع دولة الحزب الواحد                         | 09-12-1961               | استقلال تنجانيقا عن المملكة المتحدة                                                               | 26-04-1964             | اندماج زنجبار مع تنجانيقا لتشكيل تنزانيا |
| توغو                        |                          |                                                                        | 30-08-1958               | الحكم الذاتي ضمن الاتحاد الفرنسي                                                                  |                        | |
| توغو                        | 27-04-1960               | الاستقلال عن فرنسا                                                     |                          |                                                                                                   |                        | |
| تونس                        | 25 يوليو 2022            | دستور تونس 2022                                                        | 20-03-1956               | الاستقلال عن فرنسا                                                                                |                        | |
| أوغندا                      |                          |                                                                        | 01-03-1962               | منح الحكم الذاتي                                                                                  |                        | |
| أوغندا                      | 09-10-1962               | الاستقلال عن المملكة المتحدة                                           |                          |                                                                                                   |                        | |
| زامبيا                      |                          |                                                                        | 24-10-1964               | الاستقلال عن المملكة المتحدة                                                                      |                        | |
| زيمبابوي                    | 22-12-1987               | روبرت موغابي يعدل دستور زيمبابوي لإنشاء رئاسة تنفيذية.                 | 11-11-1965               | إعلان الاستقلال من جانب واحد من قبل روديسيا الجنوبية                                              | 1901                   | BSAC تفصل روديسيا الشمالية الشرقية عن روديسيا الجنوبية |
| زيمبابوي                    | 22-12-1987               | روبرت موغابي يعدل دستور زيمبابوي لإنشاء رئاسة تنفيذية.                 | 18-04-1980               | الاعتراف بالاستقلال عن المملكة المتحدة كزيمبابوي                                                  | 1901                   | BSAC تفصل روديسيا الشمالية الشرقية عن روديسيا الجنوبية |

## آسيا
ملاحظات الجدول

## أوروبا
ملاحظات الجدول